# Aeródromo Almahue
El Aeródromo Almahue (OACI: SCHG) es un terminal aéreo ubicado cerca del poblado de Pichidegua, Provincia de Cachapoal, Región del Libertador General Bernardo O'Higgins, Chile. Es de propiedad privada.